# Џек Керуак
Џек Керуак (Лоуел, 12. март 1922 — Сент Питерсбург, 21. октобар 1969) био је амерички књижевник франкоканадског порекла, и један од оснивача битничког покрета, често називан „Краљем битника“. Током своје књижевне каријере писао је романе, поезију, есеје и манифесте.
Суочавајући се са наглим променама свог времена, Керуак је имао великих проблема са проналажењем своје животне позиције у свету, што га је навело да одбаци традиционалне вредности педесетих и заједно са пријатељима Аленом Гинзбергом и Вилијамом Бароузом створи бит покрет. Његови радови одражавају жељу за ослобођењем од друштвених конвенција и тражење новог смисла постојања. Своја искуства са марихуаном, амфетамином, алкохолом, промискуитетом, спиритуална трагања у будизму и путовања по Америци преточио је у своја књижевна остварења, која су великим делом аутобиографски обликована.
Керуаково стваралаштво стоји на међи између касног модернизма и раног постмодернизма. Своје књиге писао је различитим стиловима, са намером да се у нарацији што верније представи срж предмета о којима је писао, било да је у питању би-бап џез, путовање, дечији снови, алкохолисано стање или нешто десето. Његово стваралаштво извршило је снажан утицај на контракултуру и хипи покрет, као и на музичаре попут Боба Дилана, Џима Морисона, Џона Ленона и Тома Вејтса. Осим романа „На путу“ који је постао култни роман младалачке побуне и његово и дан-данас најпознатије дело, остала остварења нису наишла на ширу популарност ни код читалаца ни код критичара.

## Одабрана дела
- „Варош и град“ („The Town and the City“, 1950)
- „На путу“ („On the Road“, 1957)
- „Дарма луталице“ („The Dharma Bums“, 1958)
- „Књига снова“ („Book of Dreams“, 1960)
- „Сатори у Паризу“ („Satori in Paris“, 1965)
- „Пик“ („Pic“, 1971)